# Bailliage de Locarno
1516–1798
Entités suivantes :
- Canton de Lugano

Le bailliage de Locarno est un des bailliages communs des XIII cantons, à l'exception d'Appenzell, situé dans l'actuel canton du Tessin.

## Histoire
Le bailliage est créé en 1516. En 1798, le bailliage rejoint le nouveau canton de Lugano.

## Baillis
Le bailli est nommé pour deux ans. Les baillis sont les suivants :
- 1528 : Thomas Spiegelberg (Schaffhouse)[1] ;
- 1556-1558 : Heinrich Püntener (Uri)[2] ;
- 1630-1632 : Beat Jakob Meyenberg[3] ;
- 1648-1650 : Johann Jakob Stokar (Schaffhouse)[4] ;
- 1706-1708 : Beat Jakob May (Berne)[5] ;
- 1714-1716 : Ludwig Thaddäus Mayr von Baldegg[6] ;

Le bailli est assisté d'un lieutenant baillival. Giovanni Battista Albrizzi occupe ce poste de 1532 à 1560. Son successeur est Giovan Pietro Orelli.